# 知识民主化
知识的民主化是指在更广泛的民众中获取和传播知识，而不仅仅局限于神职人员和学者等精英群体。 图书馆和互联网等公众平台为它们为大众提供了开放的信息渠道，因此对知识民主化发挥着至关重要的作用。

## 历史
识字率的提升被广泛认为是知识民主化的重要进程。
信息时代是始于20世纪中叶的一个历史时期。它的特点是社会经济从工业革命期间确立的以传统产业为主迅速转变为以信息技术为中心。
谷歌图书的数字化努力被视为知识民主化的一个例子，但《明镜》杂志的马尔特·赫维格提出担忧，认为谷歌在搜索市场上的虚拟垄断地位，以及谷歌对其搜索算法细节的隐藏，可能会削弱这种民主化的进程。
类似谷歌学术的学术搜索服务以及类似于Sci-Hub的学术影子图书馆也被视为知识民主化的例子。
开放图书馆和HathiTrust的数字化努力及其使用的受控数字借阅模式 （页面存档备份，存于）也被视为知识民主化的例子。
搜索引擎，百科全书是知识民主化发展的重要阵地。继最强大的搜索引擎谷歌和最受欢迎的百科全书维基百科之后，访问量最大的知识共享网站是大英百科全书。